# Vela ai Giochi della XXIX Olimpiade - 49er
Le gare di vela della classe 49er valide per la XXIX Olimpiade si sono svolte dal 10 al 17 agosto 2008 a Qingdao nella Qingdao International Sailing Centre. Hanno partecipato alla competizione 19 equipaggi.
I punti sono stati assegnati in base alle posizioni finali in ciascuna regata (1 al primo, 2 al secondo etc.). Sono stati considerati i migliori 9 punteggi delle dieci regate di qualificazione, e ciascun equipaggio ha potuto scartare il punteggio più alto. I 10 equipaggi con il punteggio più basso hanno gareggiato in un'ultima regata, chiamata "Medal Race" in cui il punteggio valeva doppio e andava a sommarsi a quello delle 9 regate di qualificazione.
In caso di squalifica, o di mancata partenza per una regata, all'equipaggio venivano assegnati 28 punti per quella regata (21 nell'ultima) ovvero uno in più di quanti ne avrebbe avuto se si fosse classificata ultimo.

## Medaglie
| Posizione | Atleta                                       | Paese     |
| --------- | -------------------------------------------- | --------- |
|           | Jonas Warrer e Martin Kirketerp Ibsen        | Danimarca |
|           | Iker Martínez de Lizarduy e Xabier Fernández | Spagna    |
|           | Jan Peter Peckolt e Hannes Peckolt           | Germania  |

## Risultati
| Pos. | Atleta                                            | Regata | Regata | Regata | Regata | Regata | Regata | Regata | Regata | Regata | Regata | Regata | Regata | Regata | Regata | Regata | Regata     |       | Punteggio |
| Pos. | Atleta                                            | 1      | 2      | 3      | 4      | 5      | 6      | 7      | 8      | 9      | 10     | 11     | 12     | 13     | 14     | 15     | Medal Race |       | Punteggio |
| ---- | ------------------------------------------------- | ------ | ------ | ------ | ------ | ------ | ------ | ------ | ------ | ------ | ------ | ------ | ------ | ------ | ------ | ------ | ---------- | ----- | --------- |
|      | Danimarca Jonas Warrer Martin Kirketerp Ibsen     | 2      | 4      | 10     | 4      | 2      | 3      | 4      | 2      | 9      | 2      | 7      | 8      | CAN    | CAN    | CAN    | 14         | 61.0  |           |
|      | Spagna Iker Martínez Xabier Fernández             | 1      | 10     | 17     | 2      | OCS    | 5      | 7      | 10     | 3      | 4      | 1      | 2      | CAN    | CAN    | CAN    | 2          | 64.0  |           |
|      | Germania Jan Peter Peckolt Hannes Peckolt         | 15     | 6      | 11     | 6      | 3      | 2      | 2      | 12     | 4      | 5      | 4      | 7      | CAN    | CAN    | CAN    | 4          | 66.0  |           |
| 4    | Italia Pietro Sibello Gianfranco Sibello          | 3      | 9      | 1      | 1      | 6      | 9      | 3      | 8      | 12     | 17     | 3      | 3      | CAN    | CAN    | CAN    | 8          | 66.0  |           |
| 5    | Australia Nathan Outteridge Ben Austin            | DSQ    | 1      | 7      | 3      | 1      | 1      | 6      | 4      | 6      | 12     | 2      | 18     | CAN    | CAN    | CAN    | 12         | 73.0  |           |
| 6    | Stati Uniti Tim Wadlow Chris Rast                 | 5      | 14     | 15     | 16     | 5      | 10     | 1      | 1      | 1      | 3      | 8      | 4      | CAN    | CAN    | CAN    | 22         | 89.0  |           |
| 7    | Brasile André Fonseca Rodrigo Duarte              | 10     | 5      | 8      | 9      | 9      | 4      | 12     | 5      | 11     | 1      | 9      | 13     | CAN    | CAN    | CAN    | 16         | 99.0  |           |
| 8    | Austria Nico Luca Marc Delle Karth Nikolaus Resch | 9      | 2      | 14     | 8      | 13     | 7      | 5      | 7      | 7      | 13     | 5      | 1      | CAN    | CAN    | CAN    | 22         | 99.0  |           |
| 9    | Regno Unito Stevie Morrison Ben Rhodes            | 4      | 3      | 5      | 14     | 14     | 15     | OCS    | 3      | 2      | 8      | 11     | 15     | CAN    | CAN    | CAN    | 6          | 100.0 |           |
| 10   | Francia Emmanuel Dyen Yann Rocherieux             | 7      | 8      | 4      | 5      | 11     | 13     | 11     | 13     | 14     | 7      | 6      | 17     | CAN    | CAN    | CAN    | 10         | 109.0 |           |
| 11   | Portogallo Jorge Lima Francisco Andrade           | 12     | 7      | 9      | 11     | 4      | DNS    | 10     | 6      | 5      | 11     | 13     | 12     | CAN    | CAN    | CAN    | -          | 100.0 |           |
| 12   | Giappone Akira Ishibashi Yukio Makino             | 8      | 17     | 3      | 13     | 8      | 12     | 8      | 9      | 17     | 6      | 14     | 5      | CAN    | CAN    | CAN    | -          | 103.0 |           |
| 13   | NorvegiaChristopher Gundersen and Frode Bovim     | 11     | 13     | 18     | 7      | 10     | 8      | 14     | 11     | 13     | 19     | 12     | 11     | CAN    | CAN    | CAN    | -          | 128.0 |           |
| 14   | Canada Gordon Cook Ben Remocker                   | 13     | 12     | 13     | 10     | 7      | 6      | 16     | 16     | 10     | 18     | 15     | 16     | CAN    | CAN    | CAN    | -          | 134.0 |           |
| 15   | Ucraina Rodion Luka George Leonchuk               | 6      | 11     | 12     | 15     | DSQ    | OCS    | 13     | 15     | 8      | 15     | 10     | 14     | CAN    | CAN    | CAN    | -          | 139.0 |           |
| 16   | Polonia Marcin Czajkowski Krzysztof Kiekowski     | 18     | 15     | 6      | 12     | 15     | 14     | 18     | 18     | 16     | 9      | 19     | 6      | CAN    | CAN    | CAN    | -          | 147.0 |           |
| 17   | Croazia Pavle Kostov Petar Cupac                  | 14     | 16     | 16     | 18     | OCS    | 11     | 9      | 19     | 18     | 10     | 17     | 10     | CAN    | CAN    | CAN    | -          | 158.0 |           |
| 18   | Svezia Jonas Lindberg Karl Torlen                 | 16     | 18     | 2      | 17     | 12     | 16     | 17     | 14     | 19     | 16     | 16     | OCS    | CAN    | CAN    | CAN    | -          | 163.0 |           |
| 19   | Cina Li Fei Hu Xianqiang                          | 17     | 19     | 19     | 19     | 16     | 17     | 15     | 17     | 15     | 14     | 18     | 9      | CAN    | CAN    | CAN    | -          | 176.0 |           |

Legenda abbreviazioni
DSQ = Squalificato
DNF = Non terminata
DNS = Non partito
OCS = Rimasto sulla linea di partenza
CAN = Regata cancellata